# Achiel Buysse
Achiel Buysse (Lochristi, Flandes Oriental, 20 de desembre de 1918 - Wetteren, 23 de juliol de 1984) va ser un ciclista belga que fou professional entre 1938 i 1950.
En el seu palmarès destaquen tres edicions del Tour de Flandes, el 1940, 1941 i 1943, el Campionat nacional de Bèlgica en ruta de 1948 i la Kuurne-Brussel·les-Kuurne de 1948.

## Palmarès
- 1939
  - 1r al Grote Scheldeprijs
- 1940
  - 1r al Tour de Flandes
  - 1r al Grote Prijs Stad Vilvoorde
- 1941
  - 1r al Tour de Flandes
- 1942
  - 1r de A Travers París
- 1943
  - 1r al Tour de Flandes
- 1947
  - 1r a la Brussel·les-Oostende
  - 1r al Circuit de les Regions Flamenques
  - 1r a la Roeselare-Aalst-Roeselare
- 1948
  -  Campió de Bèlgica en ruta
  - 1r de la Kuurne-Brussel·les-Kuurne
  - 1r del Circuit de Flandes Central
  - 1r al Gran Premi Stad Sint-Niklaas
  - 1r al Grote Scheldeprijs